# Библиотека Регенштейна
Библиотека Джозефа Регенштейна, широко известная как «Рег», является главной библиотекой Чикагского университета, названной в честь промышленника и филантропа Джозефа Регенштейна. Это одно из крупнейших хранилищ книг в мире, известное своим зданием в стиле брутализма.
По официальным данным объект площадью 53 612 м² (577 085 квадратных футов) содержит более 4,5 миллиона печатных изданий, что делает его одним из крупнейших книжных хранилищ в мире.

## История
Библиотека стоит на территории бывшего стадиона Чикагского университета «Оленье поле».
В 1965 году Фонд Джозефа Регенштейна выделил Чикагскому университету $10 млн. на строительство библиотеки.
В 1968 году университет начал строительство, а в 1970-м библиотека открылась, окончательная стоимость составила $20 750 000.
Высшая библиотечная школа Чикагского университета до закрытия в 1989 году располагалась в библиотеке Регенштейна.
Сегодня библиотека Джозефа Регенштейна является ведущим учреждением библиотечной системы Чикагского университета, которое входит в пятерку лучших в мире по широте и глубине материала и получает высокие оценки от пользователей (Принстонский обзор поместила её в первую девятку для студентов колледжа).

## Здание библиотеки

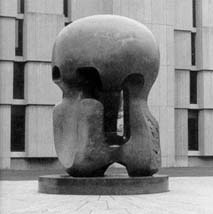
Библиотека Регенштейна была построена на месте бывшего Алонзо Стагг Филд, где 2 декабря 1942 года произошла первая управляемая самоподдерживающаяся цепная ядерная реакция. Бронзовая скульптура Генри Мура «Ядерная энергия» посвящена этому событию.

Здание спроектировано чикагской компанией Skidmore, Owings & Merrill под руководством старшего архитектора Уолтера Нетча. Оно построено из рифленого известняка, который издалека напоминает бетон. Экскурсоводы университета часто отмечают сходство между каждым из элементов фасада здания и книжными блоками, корешками книг.
В здании пять надземных этажей и два подвала. На каждом этаже в центре есть большой читальный зал с партами, комнатами для групповых занятий, шкафчиками и справочными материалами на полках. Читальный зал на втором и третьем этажах соединен небольшим атриумом. Читальные залы отделены от книгохранилища, расположенного на западной стороне здания, так что в нем могут поддерживаться более низкие температуры, что более благоприятно для хранения книг.
220 факультетских кабинетов расположены на восточной стороне здания.
Переполненная коллекция Регенштейна создавала проблемы с местом для хранения книг. В мае 2005 года попечительский совет Чикагского университета санкционировал выделение средств на расширении здания библиотеки стоимостью 42 000 000 долларов. Строительство было завершено в середине 2011 года. Библиотека Джо и Рика Мансуэто, спроектированная чикагским архитектором Гельмутом Яном, состоит из читального зала со стеклянным куполом, под которым находится автоматизированная система хранения и поиска, простирающаяся на пятьдесят футов под землей. Это позволяет библиотеке поддерживать физические копии материалов, доступных в Интернете, при этом освобождая место в книгохранении, чтобы вместить примерно 20-летнее приобретение новых печатных изданий.

Библиотека Регенштейна — популярное социальное пространство для студентов колледжей Чикагского университета: 
«В нашем кампусе наибольшую аудиторию привлекает не футбольный матч, а вечерние занятия в библиотеке», — сказал бывший проректор Ричард Саллер. «Мы — кампус, где библиотека является своего рода социальным центром, потому что это центр [университета]».

## Исследовательский центр специальных коллекций
Библиотека Регенштейна также является местонахождением Исследовательского центра специальных коллекций, в котором хранятся коллекции раритетов, рукописей и университетских архивов.
Центр был основан в 1953 году Германом Х. Фусслером и был переведен в «Рег», когда открылся в 1970 году.
Коллекция редких книг в настоящее время насчитывает около 265 000 томов.

## Цифры
- Площадь: 53 612 квадратных метров.
- Максимальное расстояние с востока на запад: 344 фута.
- Максимальный размер с севера на юг: 411 футов 6 дюймов.

## Примечание
1. ↑  Joseph Regenstein Library. uchicago.edu. Дата обращения: 14 ноября 2020. Архивировано 25 июля 2021 года.
2. ↑  Архідея. Преобразование бруталистской библиотеки - archidea.com.ua. Архідея (22 июля 2017). Дата обращения: 14 ноября 2020.
3. ↑  Faculty Studies. uchicago.edu. Дата обращения: 14 ноября 2020. Архивировано 6 июля 2016 года.
4. ↑  Joe and Rika Mansueto Library. uchicago.edu. Дата обращения: 14 ноября 2020. Архивировано 17 июня 2016 года.
5. ↑  Chicago Tribune: Library set for grand new chapter. uchicago.edu. Дата обращения: 14 ноября 2020. Архивировано 17 ноября 2020 года.

## внешние ссылки
- https://www.lib.uchicago.edu/e/reg/using/building.html
- http://www-news.uchicago.edu/citations/05/050605.reg-ct.html
- https://www.lib.uchicago.edu/e/scrc/